# 李佳隆
李佳隆（英文名：JelloRio，1997年1月9日—），生于中国四川省南充市，中国大陆说唱歌手，出人头地厂牌成员。
2020年7月，李佳隆参加《中国新说唱》第三季，获得冠军。

## 職業生涯
2013年 开始接触说唱
2016年 加入重庆说唱厂牌WAVE MUZIK
2017年 签约出人头地音乐厂牌
2018年 参加爱奇艺推出的音樂综艺节目《中国新说唱》第一季
2019年3月15日 发行专辑《JELLO/REAL》
2020年1月28日 发行专辑《壹》
2020年4月8日 发行专辑《贰》
2020年 参加爱奇艺推出的音樂综艺节目《中国新说唱2020》并获得該年总冠军
2021年 参加音乐节目《天赐的声音》第二季
2022年 参加爱奇艺推出的音樂综艺节目《中国说唱巅峰对决》
2022年9月21日 发行专辑《LEGEND》
2023年 参加爱奇艺推出的音樂综艺节目《中国说唱巅峰对决2023》

## 音乐作品

### 迷你专辑
| 年份   | 專輯名稱   |
| ------ | ---------- |
| 2019年 | JELLO/REAL |
| 2019年 | 壹         |
| 2020年 | 貳         |
| 2022年 | LEGEND     |

## 獲獎紀錄
歌曲《星球坠落》
2018QQ音樂TOP1單曲 
2018酷狗音樂最受歡迎單曲獎 
2018酷我音樂最強屠榜金曲 
2018網易云音樂說唱TOP榜王牌歌曲